# 光照寺 (美濃市)
光照寺(こうしょうじ)は岐阜県美濃市曽代にある釈迦如来を本尊とする臨済宗妙心寺派の寺院で、山号は興隆山。中濃八十八ヶ所霊場32番札所である。
天正年間に清泰寺開山の大圭紹琢（妙心寺65世）が開いた。開基は1世の善室慶である。その後慶長19年（1614年）に安田吉左衛門が再興を図ったと伝わる。
本尊のほか、弘法大師や地蔵菩薩を祀る。また、境内の稲荷社は養蚕に利益があるとして信仰されていた。